# Bougnounou
Bougnounou ist sowohl eine Gemeinde (französisch commune rurale) als auch ein dasselbe Gebiet umfassendes Departement im westafrikanischen Staat Burkina Faso, in der Region Centre-Ouest und der Provinz Ziro. Die Gemeinde hat in 20 Dörfern 21.202 Einwohner.